# رودي لوبرز
رودي لوبرز (بالهولندية: Rudi Lubbers)‏ (مواليد 17 أغسطس 1945) هو ملاكم هولندي، مثّل بلاده في الألعاب الأولمبية الصيفية في دورتي 1964 و1968.

## روابط خارجية
رودي لوبرز على موقع أوليمبيديا (الإنجليزية)